# Новосёлки (Берёзовский район)
Новосёлки (бел. Навасёлкі) — деревня в Берёзовском районе Брестской области Белоруссии, в составе Берёзовского сельсовета. Население — 405 человек (2019).

## География
Деревня Новосёлки примыкает к южным окраинам города Берёза, фактически являясь его южным пригородом. Местность принадлежит к бассейну Днепра, вокруг села существует сеть мелиоративных канав со стоком Ясельду. Деревня располагается между автомагистралями М1 и Р2, через деревню проходит связывающая их автодорога. Ближайшие ж/д станции Берёза-Город и Берёза-Картузская на магистрали Минск — Брест.

## История
В 1890 году — деревня в Картуз-Березской волости Пружанского уезда Гродненской губернии. Недалеко от деревни действовал кирпичный завод.
С 1915 года оккупирована германскими войсками, с 1919 года до июля 1920 года и с августа 1920 года — армией Польши. В июле 1920 установлена советская власть.
Согласно Рижскому мирному договору 1921 года вошла в состав гмины Берёза Картузская Пружанского повета Полесского воеводства межвоенной Польши, с 1932 года — в гмине Селец. С 1939 года в составе БССР. В 1941—1944 годах оккупирована немецко-фашистскими захватчиками.

## Население
| Численность населения (по годам) | Численность населения (по годам) | Численность населения (по годам) | Численность населения (по годам) | Численность населения (по годам) | Численность населения (по годам) | Численность населения (по годам) | Численность населения (по годам) | Численность населения (по годам) |
| 1897                             | 1905                             | 1940                             | 1959                             | 1970                             | 1999                             | 2005                             | 2009                             | 2019                             |
| -------------------------------- | -------------------------------- | -------------------------------- | -------------------------------- | -------------------------------- | -------------------------------- | -------------------------------- | -------------------------------- | -------------------------------- |
| 266                              | ↗271                             | ↗343                             | ↘245                             | ↘172                             | ↗177                             | ↗200                             | ↗259                             | ↗405                             |

## Достопримечательности
- Немецкое кладбище солдат первой мировой войны[3].